# کوزنیک
کوزنیک (به صربی: Koznik) یک قلعه در صربستان است که در بروس واقع شده‌است.